# L'Éclipse
Pour les articles homonymes, voir Éclipse (homonymie).
Série Trilogie de l'incommunicabilité
La Nuit
(1961)
Pour plus de détails, voir Fiche technique et Distribution.
L'Éclipse (titre original : L'eclisse) est un film italo-français en noir et blanc réalisé par Michelangelo Antonioni, sorti en 1962. Le film suit une jeune femme (Monica Vitti) qui se sépare de son compagnon et a une relation avec un courtier en bourse (Alain Delon), incarnation du monde matérialiste contemporain. Il s'agit du troisième volet d'une trilogie d'Antonioni comprenant L'avventura (1960) et La notte (1961).
Il fut récompensé par le Prix spécial du jury au Festival de Cannes en 1962, ex æquo avec le Procès de Jeanne d'Arc, où il était présenté en sélection officielle en compétition. L'Éclipse est considérée comme une œuvre importante, notamment en raison de son traitement esthétique de l'environnement urbain.

## Synopsis
Un lundi de juillet 1961, à l'aube, Vittoria, une jeune traductrice littéraire, met fin à sa relation avec Riccardo dans son appartement du quartier résidentiel de l'EUR à Rome, après une longue nuit de conversation. Riccardo tente de la convaincre de rester, mais elle lui dit qu'elle ne l'aime plus et part. Alors qu'elle marche dans les rues désertes du petit matin en passant devant la tour de l'EUR, Riccardo la rattrape et marche avec elle à travers une zone boisée jusqu'à son immeuble, où ils se font les derniers adieux.
Un peu plus tard, Vittoria rend visite à sa mère à la Bourse de Rome, qui est très animée à l'entrée de Vittoria. Un jeune agent de change, Piero, qui a entendu un tuyau, s'est précipité pour acheter les actions, puis les a vendues avec un gros bénéfice. Il se présente à Vittoria : il est l'agent de change de sa mère. Après l'annonce de l'infarctus mortel d'un collègue et un moment de silence, la salle reprend son activité frénétique. À l'extérieur du bâtiment, Vittoria et sa mère se rendent sur un marché, à proximité. Vittoria tente de parler de sa propre rupture, mais sa mère est préoccupée par les profits qu'elle a réalisés.
Ce soir-là, Anita (Rosanna Rory), la voisine de Vittoria, vient lui rendre visite et toutes deux discutent de leur rupture. Vittoria se dit déprimée, dégoûtée et perdue. Une autre voisine, Marta, les appelle et les invite dans son appartement voisin. Marta parle de la ferme qu'elle et son mari possèdent au Kenya. Pour jouer, Vittoria se déguise en danseuse africaine, avec un maquillage sombre, et danse dans l'appartement. Marta, peu amusée, lui demande d'arrêter. La conversation tourne au vinaigre lorsque Marta, colonialiste, s'inquiète de voir les « singes » s'armer et menacer la minorité blanche. Vittoria et Anita rejettent ces propos. Lorsque Zeus, le chien de Marta, s'échappe de la maison, les femmes lui courent après. Vittoria est fascinée par le bruit du grillage dans le vent. De retour dans son appartement, Riccardo l'appelle, mais elle se cache et ne répond pas.
Le lendemain, Vittoria et Anita se rendent à Vérone dans un petit avion. Pendant le trajet, Vittoria est fascinée par les nuages. À l'aéroport, elle regarde les avions décoller et atterrir avec un émerveillement d'enfant. « C'est tellement beau ici », dit-elle à Anita. Pendant ce temps, à la Bourse de Rome, Piero est occupé à faire des transactions. Vittoria arrive à la Bourse et apprend que sa mère a perdu environ 10 millions de lires. Un autre homme a perdu 50 millions. Vittoria suit l'homme dans les rues bondées jusqu'à un petit café, où elle le voit dessiner des fleurs sur un petit bout de papier et boire de l'eau minérale. Elle rencontre Piero, qui la conduit à l'appartement de sa mère dans sa voiture de sport Alfa Romeo Giulietta. Elle lui montre des photos de famille encadrées et sa chambre d'enfant. Piero essaie de l'embrasser, mais elle se dérobe. Piero retourne à son bureau situé sur la Via Po, près de la Via Salaria, où il doit annoncer la mauvaise nouvelle à ses investisseurs.
Après avoir travaillé à l'extérieur de son bureau, Piero rencontre une call-girl avec laquelle il avait pris rendez-vous, mais il est déçu qu'elle ait récemment changé de couleur de cheveux, passant de blonde à brune. Décidant de ne pas l'accompagner, Piero se rend à l'appartement de Vittoria et se tient devant sa fenêtre. Il l'entend taper à la machine. Après qu'un ivrogne soit passé par là et ait remarqué Vittoria à la fenêtre, Piero s'est approché. Pendant qu'ils discutent, l'ivrogne vole la voiture de sport de Piero. Le lendemain matin, Piero et Vittoria arrivent sur le lieu de l'accident, où l'ivrogne a précipité la voiture dans un lac. Vittoria les observe alors que la voiture et le corps sont sortis de l'eau. Lorsqu'ils s'éloignent, Vittoria s'étonne que Piero se préoccupe des dégâts sur la voiture et son moteur plutôt que du mort. Ils se promènent dans un parc en s'amusant. Lorsque tous deux arrivent à son immeuble, Vittoria détache un ballon d'un chariot et, appelant sa nouvelle amie Marta, lui demande de tirer sur le ballon avec son fusil (Marta ayant déjà tiré sur des rhinocéros et des éléphants au Kenya), ce qu'elle fait tandis que le ballon s'élève dans le ciel. Lorsqu'ils atteignent son immeuble, il l'embrasse, mais elle semble mal à l'aise. Avant de partir, elle laisse tomber un morceau de bois dans un tonneau d'eau.
Ce soir-là, Vittoria tente d'appeler Piero, mais son téléphone est occupé. Lorsqu'elle parvient enfin à le joindre, elle ne parle pas et lui, pensant qu'il s'agit d'une farce, hurle dans le téléphone et raccroche. Le lendemain, alors qu'elle attend dehors près de sa maison, Vittoria regarde dans le tonneau d'eau et voit que le bout de bois est toujours là. Piero arrive et lui dit qu'il a acheté une nouvelle BMW pour remplacer son Alfa Romeo. Elle demande à aller chez lui. Tous deux passent devant une infirmière qui transporte une petite fille dans un landau. Piero l'emmène dans l'appartement de ses parents qui est rempli de belles œuvres d'art et de sculptures. Au cours de leur conversation, elle semble nerveuse et peu disposée à s'ouvrir à lui : « Deux personnes ne devraient pas trop se connaître si elles veulent tomber amoureuses. Mais peut-être qu'ils ne devraient pas tomber amoureux du tout ». Ils discutent de manière ludique, s'embrassent à travers une vitre, puis s'embrassent passionnément. Après qu'il a accidentellement déchiré sa robe, elle entre dans une chambre et regarde les vieilles photos de famille. Par la fenêtre, elle regarde dans la rue où elle voit deux religieuses, des gens qui discutent dans un café, un soldat seul qui attend au coin de la rue. Piero vient dans la chambre et ils font l'amour.
Quelque temps plus tard, Piero et Vittoria sont allongés sur une colline et regardent le ciel. Il regarde autour de lui et dit : « J'ai l'impression d'être dans un pays étranger ». Elle lui répond que c'est ce qu'elle ressent en sa présence. Il s'énerve parce qu'il ne comprend pas ce qu'elle ressent. Vittoria lui dit : « J'aimerais ne pas t'aimer ou t'aimer beaucoup plus ». Un peu plus tard, dans son bureau, Vittoria et Piero s'embrassent et s'enlacent de manière ludique sur le canapé, allant même jusqu'à se battre à terre comme des enfants. Lorsqu'une alarme retentit, ils se préparent à se séparer. Ils s'embrassent et parlent de se voir tous les jours. Ils conviennent de se retrouver le soir même à 20 heures à « l'endroit habituel », à proximité de son appartement. Ce soir-là, le dimanche 10 septembre 1961, aucun des deux ne se présente au lieu de rendez-vous fixé.
La séquence finale contient des images qui ont été présentées auparavant dans le film : une infirmière avec un enfant, un boquet tiré par des chevaux, un homme qui passe, des arbres qui bruissent dans le vent, de l'eau qui coule d'un tonneau, des gens qui attendent un bus, des arroseurs qui se déclenchent, une femme blonde qui passe, un morceau de bois qui flotte dans un tonneau d'eau et des gens qui rentrent chez eux après le travail. Le ciel s'assombrit et les lampadaires s'allument.

## Fiche technique
- Titre : L'Éclipse[1]
- Titre original : L'eclisse
- Réalisation : Michelangelo Antonioni
- Scénario : Michelangelo Antonioni, Tonino Guerra, Ottiero Ottieri et Elio Bartolini
- Production : Raymond Hakim et Robert Hakim
- Musique : Giovanni Fusco
- Photographie : Gianni Di Venanzo, assisté par Pasqualino De Santis (cadreur)
- Montage : Eraldo Da Roma
- Décors : Piero Poletto
- Costumes : Bice Brichetto et Gitt Magrini
- Pays de production :  Italie -  France
- Langue originale : italien
- Format : Noir et blanc - Mono
- Genre : drame
- Durée : 118 minutes
- Dates de sortie :
  - Italie : 12 avril 1962 (Milan, avant-première) ; 13 avril 1962 (sortie nationale)
  - France : 2 mai 1962 (avant-première) ; 22 mai 1962 (festival de Cannes 1962) ; 25 août 1962 (sortie nationale)

## Distribution
- Monica Vitti : Vittoria
- Alain Delon : Piero (voix de la version originale italienne : Gabriele Antonini)
- Francisco Rabal : Riccardo (voix de la version originale italienne : Aldo Giuffré)
- Louis Seigner : Ercoli
- Lilla Brignone : la mère de Vittoria
- Rosanna Rory : Anita
- Mirella Ricciardi : Marta

## Caractéristiques
Ce film peut notamment être remarqué pour les scènes tournées dans une Bourse où l'on voit l'énergie folle dépensée par les agents qui crient pour vendre ou acheter, pour un bien maigre résultat : la Bourse monte le premier jour puis chute fortement le deuxième. Et Piero ne peut qu'avouer ce constat à Vittoria : il n'y a rien à faire, et personne ne sait où va l'argent perdu.
L'Éclipse est également remarquable pour la façon dont Antonioni filme Vittoria marchant, seule, dans les grandes rues de cette ville italienne, proposant une approche photographique de l'architecture moderne : angles, agencements complexes, lignes épurées et vides encadrés se succèdent à travers son regard.
Ce film, comme d'autres œuvres d'Antonioni (Le Désert rouge par exemple), traite notamment de l'incommunicabilité des personnes dans le monde contemporain. Le film commence en effet par la rupture de Vittoria avec son fiancé, sans qu'elle puisse lui expliquer pourquoi ni depuis quand elle ne l'aime plus. Elle ne parvient pas à l'avouer à sa mère, qui ne l'écoute pas. Plus tard, au cours de sa liaison avec Piero, elle dit à celui-ci qu'elle aimerait pouvoir ne pas l'aimer, ou pouvoir l'aimer mieux. Lui ne comprend pas, il ne voit pas les problèmes que se pose Vittoria.
L'Éclipse est à la fois un film à l'esthétique très recherchée, notamment du point de vue des vues urbaines et de la figure de Vittoria, et un film à la visée philosophique importante, avec ce questionnement sur la réalité et la nécessité de l'amour, sur la complexité des relations humaines.
Ce film est à rapprocher des films de Michelangelo Antonioni La Nuit, en 1961, et Le Désert rouge, en 1964, car ils traitent de thèmes semblables.

## Distinctions

### Récompenses
- Prix spécial du jury (ex æquo avec Procès de Jeanne d'Arc de Robert Bresson) au Festival de Cannes 1962